# Výbor pro sociální politiku Poslanecké sněmovny Parlamentu České republiky
Výbor pro sociální politiku Poslanecké sněmovny Parlamentu ČR je jedním z výborů, které si může Poslanecká sněmovna zřídit.
Ve volebním období 2013–2017 ho vedl Jaroslav Zavadil z (ČSSD).

## Předsedové výboru v historii

### Výbor pro sociální politiku
Do roku 2006: Výbor pro sociální politiku a zdravotnictví
| Předseda         | Strana | Strana                 | Doba vykonávání úřadu | Foto |
| ---------------- | ------ | ---------------------- | --------------------- | ---- |
| Martin Syka      |        | ODS                    | 1993–1996             |      |
| Vladimír Špidla  |        | ČSSD                   | 1996–1998             |      |
| Zdeněk Škromach  |        | ČSSD                   | 1998–2002             |      |
| Milada Emmerová  |        | ČSSD                   | 2002–2004             |      |
| Jaroslav Krákora |        | ČSSD                   | 2004–2006             |      |
| Zdeněk Škromach  |        | ČSSD                   | 2006–2010             |      |
| Martin Vacek     |        | VV, později nezařazený | 2010–2013             |      |
| Jaroslav Zavadil |        | ČSSD                   | 2013–2017             |      |
| Radka Maxová     |        | ANO                    | 2017–2019             |      |
| Jana Pastuchová  |        | ANO                    | 2019–2021             |      |
| Vít Kaňkovský    |        | KDU-ČSL                | 2021–dosud            |      |

## Výbor pro sociální politiku (24.11.2017 – 21.10.2021)

### Místopředsedové výboru
- Ing. Hana Aulická Jírovcová
- Ing. Jan Bauer
- PaedDr. Alena Gajdůšková
- Ing. Markéta Pekarová Adamová
- PhDr. Olga Richterová
- Bc. Lucie Šafránková

## Výbor pro sociální politiku (27.11.2013 – 26.10.2017)

### Místopředsedové výboru
- Ing. Jan Bartošek
- MUDr. Vít Kaňkovský
- Ing. Radka Maxová
- Ing. Pavlína Nytrová
- RSDr. Miroslav Opálka
- Mgr. Jana Pastuchová
- MUDr. Gabriela Pecková

## Výbor pro sociální politiku (24.06.2010 – 28.08.2013)

### Místopředsedové výboru
- doc. MUDr. Milada Emmerová, CSc.
- MUDr. Jitka Chalánková
- Ing. Miroslav Jeník
- RSDr. Miroslav Opálka
- Mgr. Roman Sklenák

## Výbor pro sociální politiku (12.09.2006 – 03.06.2010)

### Místopředsedové výboru
- Ing. Ludvík Hovorka
- Ing. David Kafka
- PhDr. Lenka Mazuchová
- RSDr. Miroslav Opálka
- Ing. Alena Páralová